# Serixia cebuensis
Serixia cebuensis là một loài bọ cánh cứng trong họ Cerambycidae.